# WTA Finals 2022
Le WTA Finals 2022 (conosciute anche come WTA Finals Fort Worth) sono state un torneo di tennis giocato a Fort Worth dal 31 ottobre al 7 novembre. Il torneo si è disputato alla Dickies Arena. Il Master femminile, dotato di un montepremi di 5 000 000 dollari, ha visto in campo le migliori otto giocatrici di singolare della stagione e le migliori otto coppie di doppio della stagione divise in due gironi (con la formula del round robin).

## Qualificate

### Singolare
| # | Giocatrice       | Punti  | Data qualificazione |
| - | ---------------- | ------ | ------------------- |
| 1 | Iga Świątek      | 10 335 | 12 settembre        |
| 2 | Ons Jabeur       | 4 555  | 12 settembre        |
| 3 | Jessica Pegula   | 4 316  | 13 ottobre          |
| 4 | Coco Gauff       | 3 271  | 19 ottobre          |
| 5 | Maria Sakkarī    | 3 121  | 21 ottobre          |
| 6 | Caroline Garcia  | 3 000  | 19 ottobre          |
| 7 | Aryna Sabalenka  | 2 970  | 20 ottobre          |
| 8 | Dar'ja Kasatkina | 2 935  | 20 ottobre          |

Iga Świątek e Ons Jabeur sono state le prime due giocatrici a qualificarsi per le Finals, il 12 settembre.

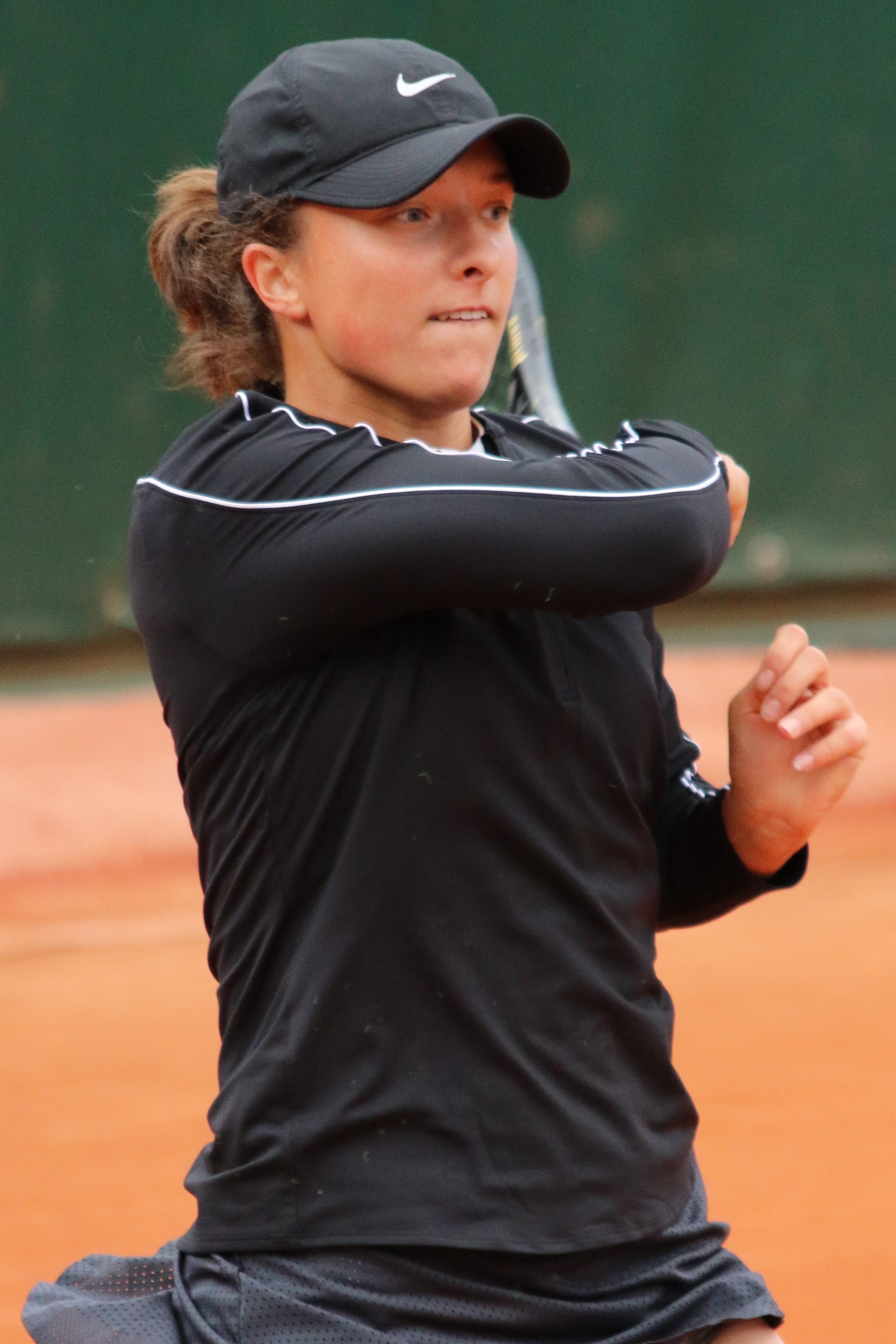
Iga Świątek è diventata la numero uno per la prima volta e ha vinto otto tornei durante la stagione, tra cui due titoli Slam.

Iga Świątek ha iniziato il 2022 raggiungendo le semifinali ad Adelaide e all'Australian Open. A febbraio ha vinto il torneo di Doha sconfiggendo in finale la numero 7 Anett Kontaveit. Ha continuato la striscia consecutiva di vittorie aggiudicandosi il Sunshine Double (i due titoli consecutivi a Indian Wells e Miami), diventando la quarta di sempre a riuscirci. A marzo, dopo l'annuncio del ritiro dal tennis della numero uno Ashleigh Barty e la vittoria al secondo turno di Miami, la polacca si è assicurata per la prima volta la vetta del ranking. Ha vinto poi il titolo a Stoccarda, a Roma e si è aggiudicata anche l'Open di Francia, il secondo titolo Slam della carriera. Il record di vittorie consecutive si è fermato a 37, quando ha perso al terzo turno a Wimbledon per mano di Alizé Cornet. Ha vinto il terzo Slam allo US Open dove si è imposta su Jabeur in finale. Ad ottobre ha perso una finale ad Ostrava e vinto il titolo a San Diego.

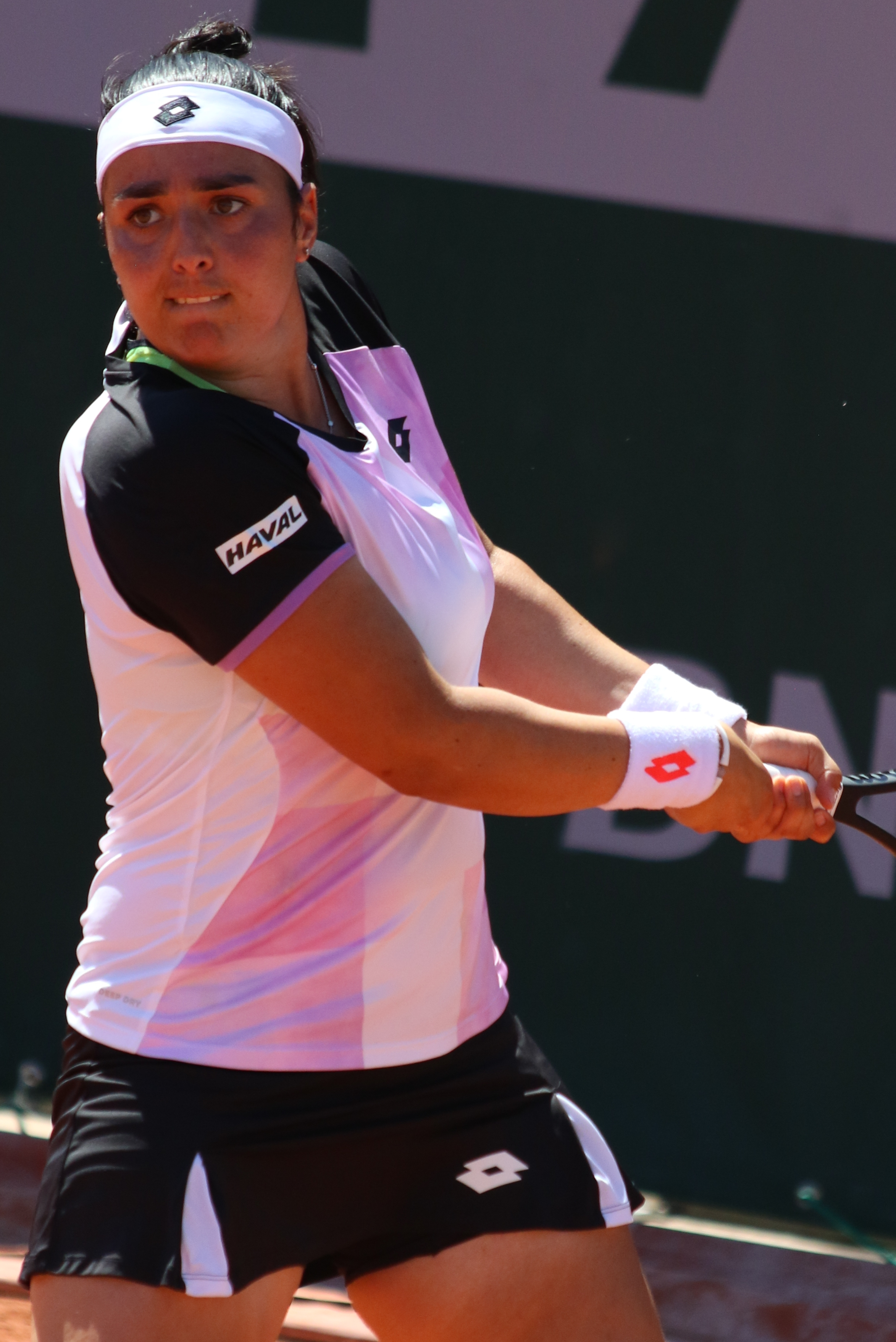
Ons Jabeur ha vinto un titolo WTA 1000 e ha disputato due finali Slam.

Ons Jabeur è la prima giocatrice tunisina, e la prima donna araba e nordafricana, a qualificarsi per le Finals. Ha iniziato il 2022 a Sydney, ma si è ritirata dal match contro Anett Kontaveit dopo aver subito un infortunio alla schiena, che l'ha costretta a ritirarsi da tutti gli eventi fino a Dubai. Ha poi raggiunto la finale a Charleston, perdendo in finale contro Belinda Bencic. Dopo una sconfitta contro Paula Badosa a Stoccarda, Jabeur è diventata la prima donna araba e africana a vincere un titolo WTA 1000, a Madrid, aggiudicandosi anche il suo primo titolo su terra. La settimana successiva ha raggiunto la seconda finale in un WTA 1000, a Roma, dove ha sconfitto Maria Sakkarī e Daria Kasatkina, prima di arrendersi contro Iga Świątek. La stagione su terra per la tunisina si è conclusa con una sconfitta a sorpresa al primo turno degli Open di Francia. Dopo aver vinto il suo terzo titolo a Berlino, Jabeur ha raggiunto per la prima volta una finale Slam a Wimbledon, dove ha perso contro Elena Rybakina. Jabeur ha poi raggiunto una seconda finale Slam agli US Open, sconfiggendo Veronika Kudermetova e Caroline Garcia prima di perdere ancora una volta contro Iga Świątek.

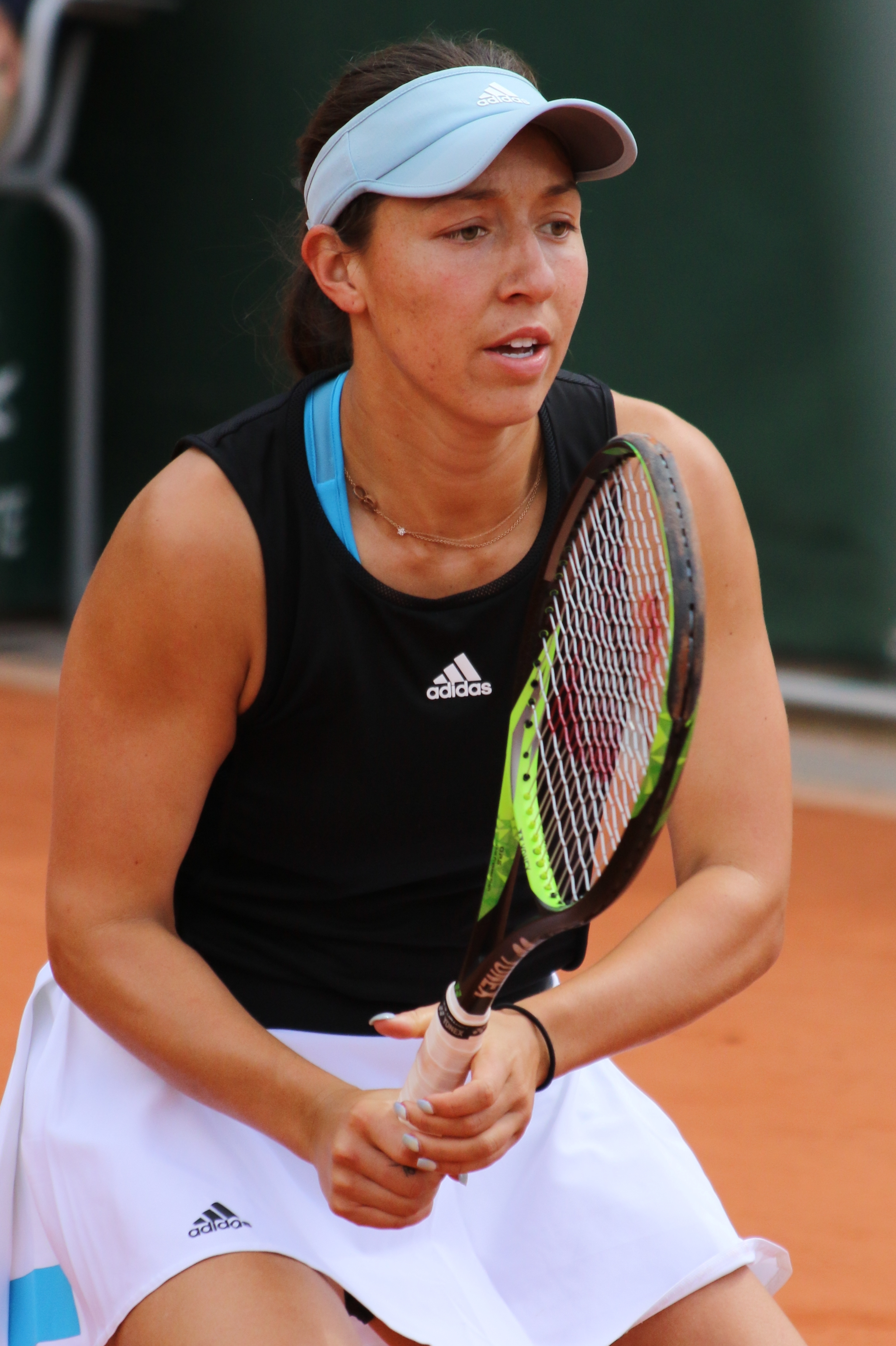
Jessica Pegula ha raggiunto tre quarti di finale Slam e ha vinto un titolo WTA 1000.

Jessica Pegula nel 2022 ha raggiunto i quarti di finale degli Australian Open, perdendo contro la futura campionessa Ashleigh Barty. A Miami si è spinta fino alla semifinale perdendo contro la campionessa del torneo Świątek. A Madrid ha perso in finale contro Ons Jabeur e all'Open di Francia si è fermata ai quarti ancora una volta per mano di Iga Świątek; ha poi preso parte a Wimbledon, perdendo al terzo turno. Dopo la semifinale al WTA 1000 Toronto ed i quarti al 1000 di Cincinnati, ha raggiunto per la terza volta i quarti di finale Slam agli US Open, dove ancora una volta è stata sconfitta da Świątek. Raggiunge la semifinale anche a San Diego, mentre a Guadalajara (l'ultimo torneo della stagione) si aggiudica per la prima volta un WTA 1000, sconfiggendo Sakkarī in finale.

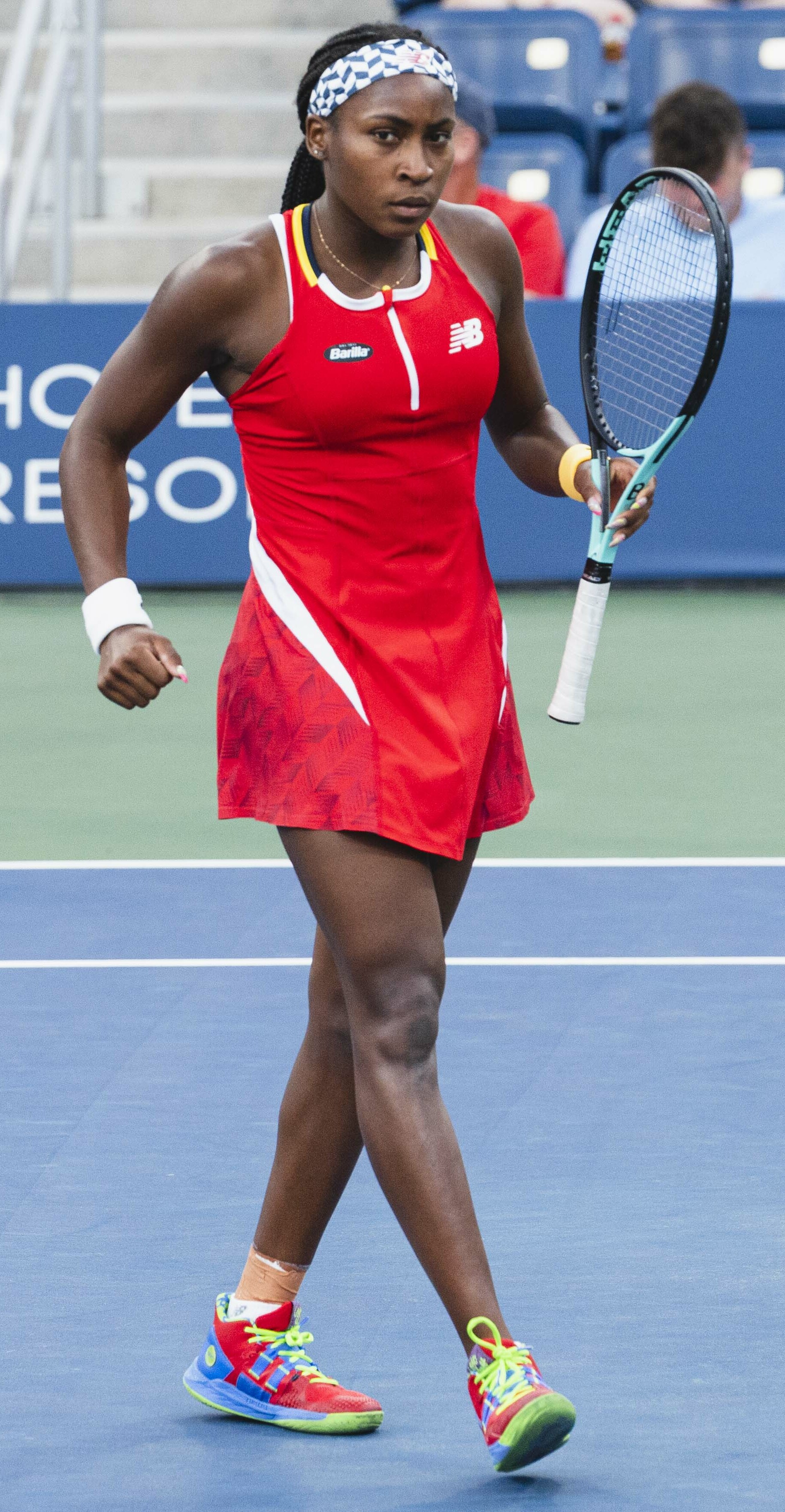
Coco Gauff ha raggiunto la prima finale Slam all'Open di Francia 2022.

Coco Gauff è emersa come l'adolescente di maggior successo dai tempi di Marija Šarapova per tutta la stagione. Ha raggiunto le semifinali ad Adelaide, e i quarti di finale a Doha, sconfiggendo Caroline Garcia e Paula Badosa, ma perdendo contro Maria Sakkari. Dopo risultati costanti per tutta la stagione, su terra, ha raggiunto la sua prima finale Slam agli Open di Francia, perdendo contro Iga Świątek. Ha raggiunto le semifinali a Berlino e i quarti di finale ai WTA 1000 di San Jose e Toronto. Anche allo US Open ha raggiunto i quarti, perdendo contro Caroline Garcia. Ha ottenuto lo stesso risultato anche a San Diego, dove ha perso contro Iga Świątek e a Guadalajara contro Viktoryja Azaranka.

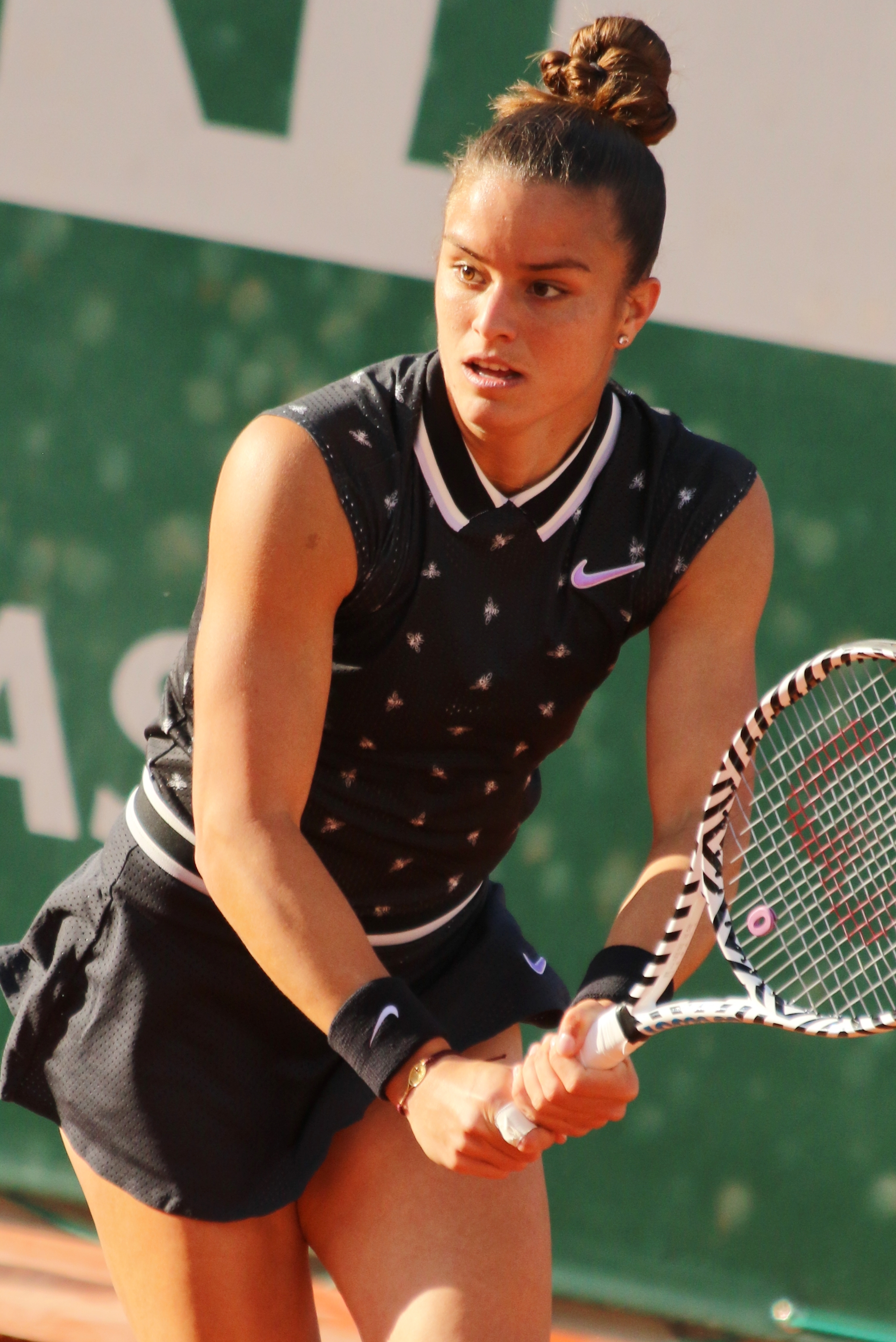
Maria Sakkarī ha disputato quattro finali, di cui due WTA 1000 senza però aggiudicarsi alcun titolo.

Maria Sakkarī ha avuto un inizio di stagione positivo, raggiungendo il quarto turno degli Australian Open. A San Pietroburgo si è spinta fino in finale, perdendo contro Anett Kontaveit e In seguito ha raggiunto le semifinali di Doha e la finale a Indian Wells, perdendo in entrambi i casi contro Iga Świątek. Dopo una stagione negativa su terra, dove vanta solo il quarto di finale a Roma, sull'erba ha raggiunto un quarto di finale a Nottingham e la semifinale a Berlino. Dopo risultati scarsi durante l'estate, a Parma è arrivata in finale, ma ha perso contro Mayar Sherif. Anche Guadalajara ha raggiunto la finale, dove però ha perso contro Jessica Pegula.

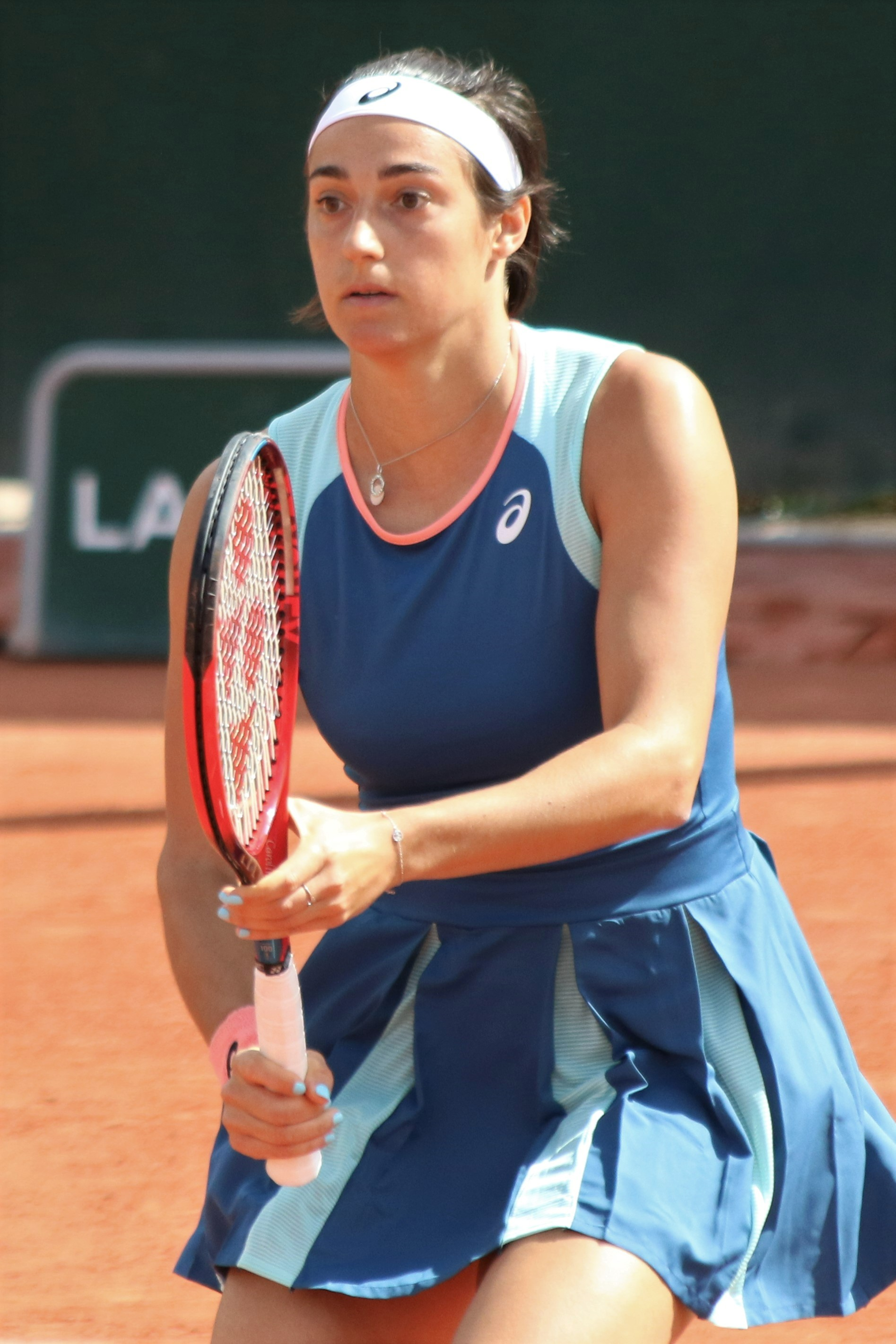
Caroline Garcia ha vinto tre titoli e disputato una semifinale Slam.

Caroline Garcia ha vissuto un inizio d'anno con alti e bassi, raggiungendo i quarti di finale di Sydney, ma poi perdendo ai primi turni di Melbourne e dell'Australian Open. Ha raggiunto le semifinali a Lione, ma poi ha conseguito risultati scarsi durante lo swing sul cemento nordamericano e non si è esibita al meglio delle sue capacità durante la stagione primaverile su terra. La stagione su erba invece è cominciata con il titolo a Bad Homburg e a Wimbledon si è spinta fino al quarto turno. La stagione estiva di successo si è conclusa con le semifinali a Losanna e i quarti di finale a Palermo, prima di vincere il titolo a Varsavia, dove ai quarti ha anche sconfitto la numero 1 del mondo Iga Świątek. Garcia ha poi vinto il titolo al WTA 1000 di Cincinnati dove è partita dalle qualificazioni e ha sconfitto Maria Sakkarī, Jessica Pegula, Aryna Sabalenka e Petra Kvitová. Agli US Open si è spinta fino alle semifinali, per la prima volta in un torneo Slam, dove si è arresa a Ons Jabeur.

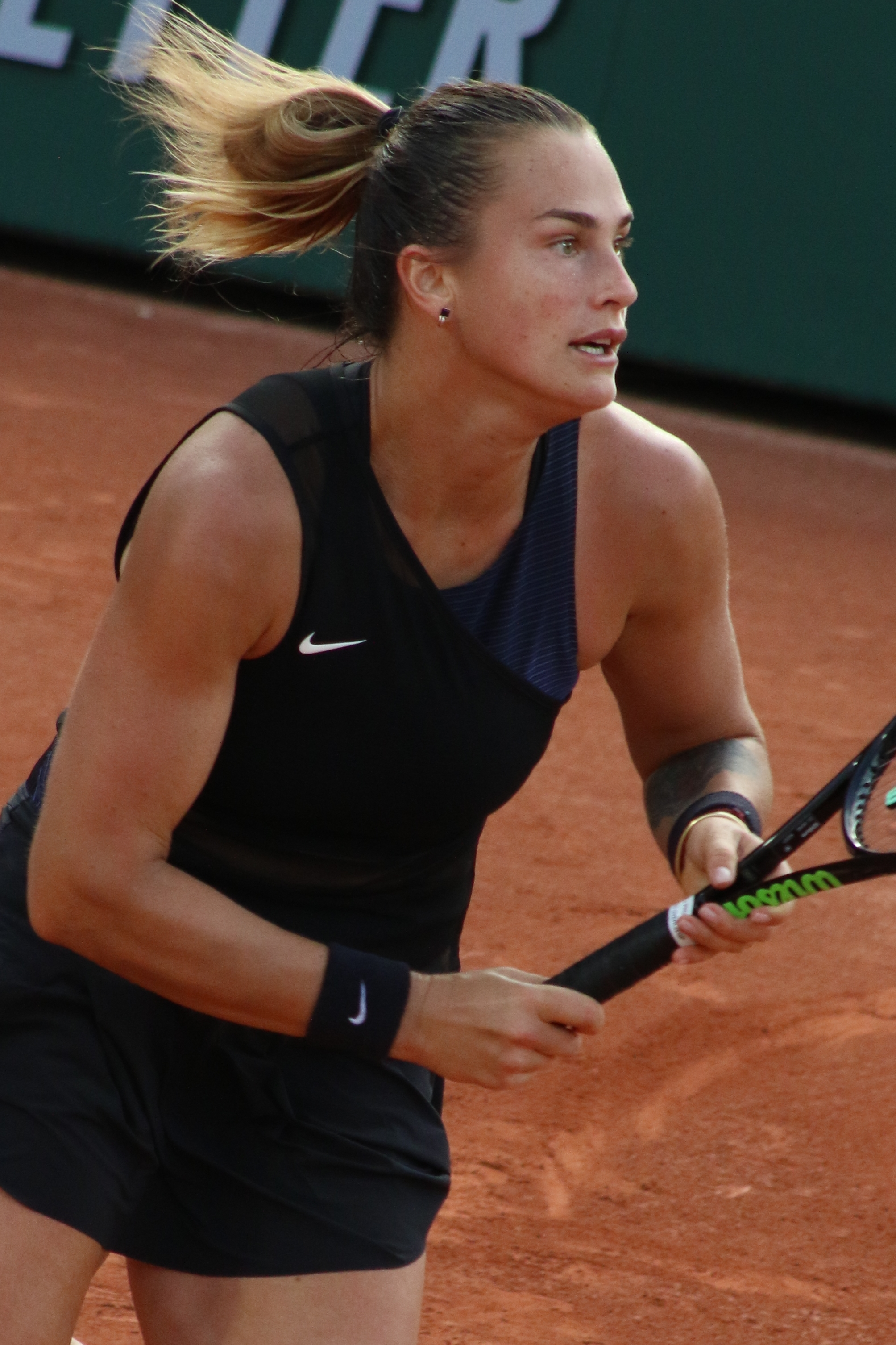
Aryna Sabalenka ha disputato due finali e una semifinale Slam.

Aryna Sabalenka ha sofferto di problemi con il servizio all'inizio dell'anno, perdendo al primo turno di due tornei ad Adelaide. I miglioramenti sono iniziati a manifestarsi agli Australian Open, dove ha raggiunto il quarto turno. A Stoccarda ha sconfitto Bianca Andreescu, Anett Kontaveit e Paula Badosa perdendo solo in finale contro Iga Świątek. Sulla terra rossa ha raggiunto la semifinale a Roma e il terzo turno all'Open di Francia. Dopo la finale 's-Hertogenbosch ha raggiunto le semifinali di Cincinnati così come agli US Open, dove ha perso per la quarta volta nel 2022 contro Iga Świątek.

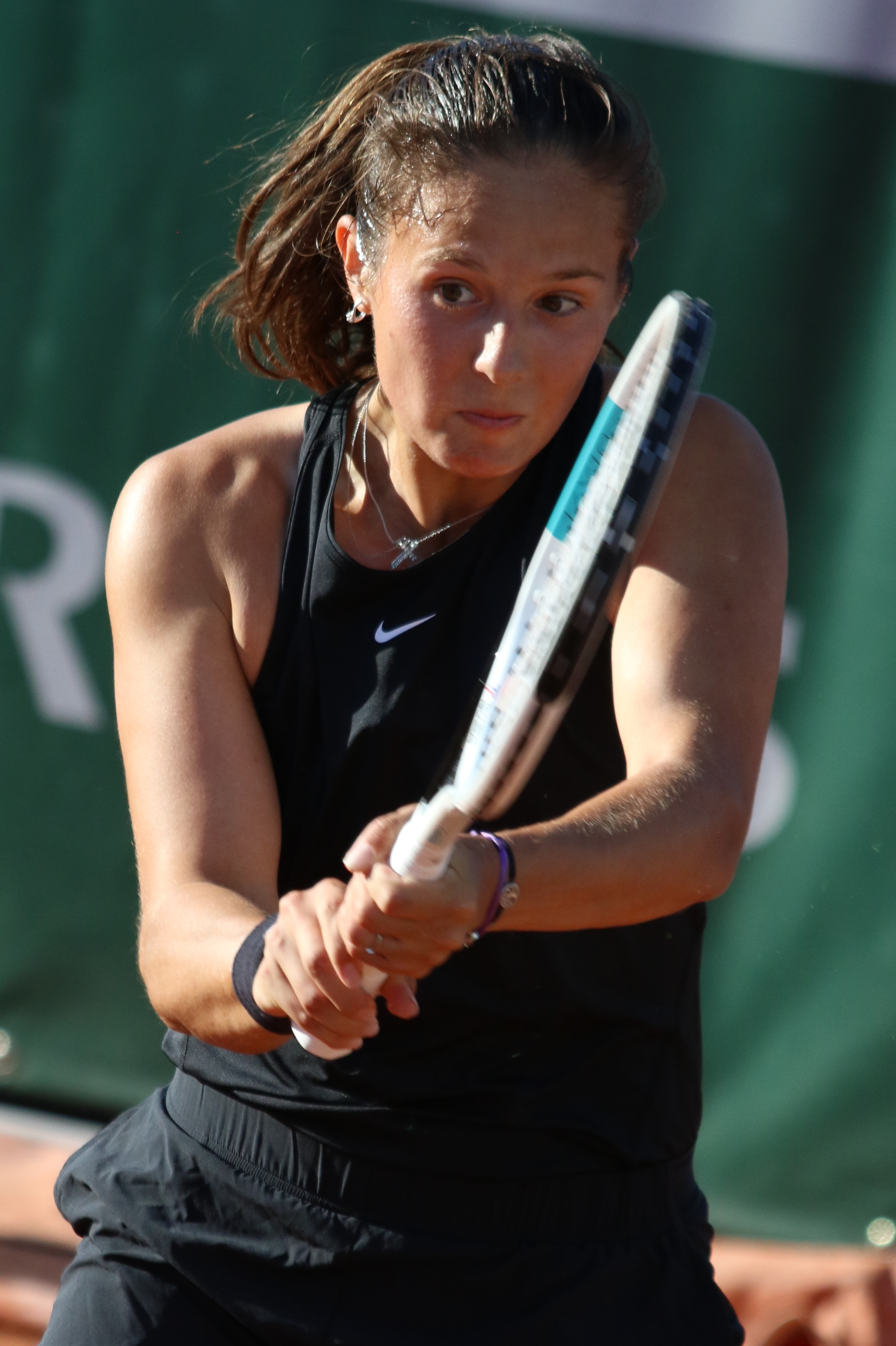
Dar'ja Kasatikina ha vinto due titoli e disputato una semifinale Slam.

Dar'ja Kasatkina ha avuto un inizio di stagione positivo, raggiungendo le semifinali a Melbourne e Sydney. Ha poi subìto tre sconfitte al terzo turno dell'Australian Open, al primo turno a Dubai e al terzo a Doha, tutte per mano di Iga Świątek, A Roma ha perso contro Ons Jabeur in semifinale e in seguito ha raggiunto la sua prima semifinale Slam agli Open di Francia, battendo Camila Giorgi e Veronika Kudermetova, prima di perdere ancora una volta contro Iga Świątek. Ha vinto il primo titolo dell'anno a San Jose, sconfiggendo anche Elena Rybakina, Aryna Sabalenka e Paula Badosa. Al torneo di Granby conquista il secondo titolo.

### Doppio
| # | Giocatrici                            | Punti | Data qualificazione |
| - | ------------------------------------- | ----- | ------------------- |
| 1 | Barbora Krejčíková Kateřina Siniaková | 4 651 | 12 settembre        |
| 2 | Gabriela Dabrowski Giuliana Olmos     | 4 335 | 26 settembre        |
| 3 | Coco Gauff Jessica Pegula             | 4 086 | 14 ottobre          |
| 4 | Veronika Kudermetova Elise Mertens    | 3 770 | 13 ottobre          |
| 5 | Ljudmyla Kičenok Jeļena Ostapenko     | 3 745 | 13 ottobre          |
| 6 | Xu Yifan Yang Zhaoxuan                | 3 580 | 19 ottobre          |
| 7 | Anna Danilina Beatriz Haddad Maia     | 3 235 | 22 ottobre          |
| 8 | Desirae Krawczyk Demi Schuurs         | 3 180 | 20 ottobre          |

## Gruppi

### Singolare
Gruppo Tracy Austin
| TDS | Giocatrice       |
| --- | ---------------- |
| 1   | Iga Świątek      |
| 4   | Coco Gauff       |
| 6   | Caroline Garcia  |
| 8   | Dar'ja Kasatkina |

Gruppo Nancy Richey
| TDS | Giocatrice      |
| --- | --------------- |
| 2   | Ons Jabeur      |
| 3   | Jessica Pegula  |
| 5   | Maria Sakkarī   |
| 7   | Aryna Sabalenka |

### Doppio
Gruppo Rosie Casals
| TDS | Giocatrici                            |
| --- | ------------------------------------- |
| 1   | Barbora Krejčíková Kateřina Siniaková |
| 3   | Coco Gauff Jessica Pegula             |
| 6   | Xu Yifan Yang Zhaoxuan                |
| 8   | Desirae Krawczyk Demi Schuurs         |

Gruppo Pam Shriver
| TDS | Giocatrici                         |
| --- | ---------------------------------- |
| 2   | Gabriela Dabrowski Giuliana Olmos  |
| 4   | Veronika Kudermetova Elise Mertens |
| 5   | Ljudmyla Kičenok Jeļena Ostapenko  |
| 7   | Anna Danilina Beatriz Haddad Maia  |

## Testa a testa

### Singolare
Le statistiche si riferiscono agli incontri precedenti a questo torneo
|   |                  | Świątek | Jabeur | Pegula | Gauff | Sakkarī | Garcia | Sabalenka | Kasatkina | Totale |
| 1 | Iga Świątek      |         | 3–2    | 4–1    | 4–0   | 2–3     | 1–1    | 4–1       | 4–1       | 22–9   |
| 2 | Ons Jabeur       | 2–3     |        | 3–2    | 2–3   | 2–1     | 3–0    | 1–2       | 4–2       | 17–13  |
| 3 | Jessica Pegula   | 1–4     | 2–3    |        | 1–0   | 2–3     | 2–2    | 1–3       | 1–0       | 10–15  |
| 4 | Coco Gauff       | 0–4     | 3–2    | 0–1    |       | 1–4     | 2–1    | 3–1       | 0–2       | 9–15   |
| 5 | Maria Sakkarī    | 3–2     | 1–2    | 3–2    | 1–2   |         | 0–2    | 2–4       | 1–4       | 14–17  |
| 6 | Caroline Garcia  | 1–1     | 0–3    | 2–2    | 1–2   | 2–0     |        | 2–2       | 1–1       | 9–11   |
| 7 | Aryna Sabalenka  | 1–4     | 2–1    | 3–1    | 1–3   | 4–2     | 2–2    |           | 3–2       | 16–15  |
| 8 | Dar'ja Kasatkina | 1–4     | 2–4    | 0–1    | 2–0   | 4–1     | 1–1    | 2–3       |           | 12–14  |

## Montepremi e punti
Il montepremi totale per le WTA Finals 2022 è di $5,000,000.
| Risultato                | Prize money                                             | Prize money                                           | Punti    |
| Risultato                | Singolare                                               | Doppio2                                               | Punti    |
| ------------------------ | ------------------------------------------------------- | ----------------------------------------------------- | -------- |
| Campionessa              | RR1 + $1,240,000                                        | RR1 + $250,000                                        | RR + 750 |
| Finalista                | RR + $420,000                                           | RR + $80,000                                          | RR + 330 |
| Semifinalista            | RR + $30,000                                            | RR + $0                                               | RR       |
| Vittoria al Round Robin  | +$110,000                                               | +$20,000                                              | 250      |
| Sconfitta al Round Robin | N.D.                                                    | N.D.                                                  | 125      |
| Partecipazione           | 3 match = $110,000 2 match = $90,000 1 match = $70,000  | 3 match = $50,000 2 match = $40,000 1 match = $30,000 | N.D.     |
| Alternates               | 2 match = $80,000 1 match = $60,000 0 matches = $40,000 | 2 match = $ 1 match = $ 0 matches = $                 | N.D.     |

* 1 RR indica il prize money o punti vinti nel girone.
* 2 Prize money per i doppi è per team.
* Una campionessa imbattuta guadagnerebbe 1,500 punti, e $1,680,000 nel singolare o $360,000 nel doppio.

## Calendario

### Giorno 1 (31 ottobre)
| Incontri              | Incontri            | Incontri            | Incontri           | Incontri         |
| Evento                | Gruppo              | Vincitrice          | Perdente           | Punteggio        |
| --------------------- | ------------------- | ------------------- | ------------------ | ---------------- |
| Singolare round robin | Gruppo Nancy Richey | Maria Sakkarī [5]   | Jessica Pegula [3] | 7-6(6), 7-6(4)   |
| Singolare round robin | Gruppo Nancy Richey | Aryna Sabalenka [7] | Ons Jabeur [2]     | 3-6, 7-6(5), 7-5 |

| Incontri           | Incontri            | Incontri                                  | Incontri                          | Incontri         |
| Evento             | Gruppo              | Vincitrici                                | Perdenti                          | Punteggio        |
| ------------------ | ------------------- | ----------------------------------------- | --------------------------------- | ---------------- |
| Doppio round robin | Gruppo Rosie Casals | Kateřina Siniaková Barbora Krejčíková [1] | Desirae Krawczyk Demi Schuurs [8] | 6-4, 6-3         |
| Doppio round robin | Gruppo Rosie Casals | Xu Yifan Yang Zhaoxuan [6]                | Coco Gauff Jessica Pegula         | 6-4, 4-6, [10-7] |

### Giorno 2 (1 novembre)
| Incontri              | Incontri            | Incontri            | Incontri             | Incontri  | Incontri |
| Evento                | Gruppo              | Vincitrice          | Perdente             | Punteggio |          |
| --------------------- | ------------------- | ------------------- | -------------------- | --------- | -------- |
| Singolare round robin | Gruppo Tracy Austin | Iga Świątek [1]     | Dar'ja Kasatkina [8] | 6-2, 6-3  |          |
| Singolare round robin | Gruppo Tracy Austin | Caroline Garcia [6] | Coco Gauff [4]       | 6-4, 6-3  |          |

| Incontri           | Incontri           | Incontri                               | Incontri                              | Incontri         | Incontri |
| Evento             | Gruppo             | Vincitrici                             | Perdenti                              | Punteggio        |          |
| ------------------ | ------------------ | -------------------------------------- | ------------------------------------- | ---------------- | -------- |
| Doppio round robin | Gruppo Pam Shriver | Veronika Kudermetova Elise Mertens [4] | Ljudmyla Kičenok Jeļena Ostapenko [5] | 3-6, 6-1, [10-6] |          |
| Doppio round robin | Gruppo Pam Shriver | Anna Danilina Beatriz Haddad Maia [7]  | Gabriela Dabrowski Giuliana Olmos [2] | 7-5, 6-0         |          |

### Giorno 3 (2 novembre)
| Incontri              | Incontri            | Incontri          | Incontri            | Incontri      |
| Evento                | Gruppo              | Vincitrice        | Perdente            | Punteggio     |
| --------------------- | ------------------- | ----------------- | ------------------- | ------------- |
| Singolare round robin | Gruppo Nancy Richey | Ons Jabeur [2]    | Jessica Pegula [3]  | 1-6, 6-3, 6-3 |
| Singolare round robin | Gruppo Nancy Richey | Maria Sakkarī [5] | Aryna Sabalenka [7] | 6-2, 6-4      |

| Incontri           | Incontri            | Incontri                                  | Incontri                      | Incontri         |
| Evento             | Gruppo              | Vincitrici                                | Perdenti                      | Punteggio        |
| ------------------ | ------------------- | ----------------------------------------- | ----------------------------- | ---------------- |
| Doppio round robin | Gruppo Rosie Casals | Kateřina Siniaková Barbora Krejčíková [1] | Xu Yifan Yang Zhaoxuan [6]    | 6-3, 6-3         |
| Doppio round robin | Gruppo Rosie Casals | Desirae Krawczyk Demi Schuurs [8]         | Coco Gauff Jessica Pegula [3] | 3-6, 6-0, [10-5] |

### Giorno 4 (3 novembre)
| Incontri              | Incontri            | Incontri             | Incontri            | Incontri    |
| Evento                | Gruppo              | Vincitrice           | Perdente            | Punteggio   |
| --------------------- | ------------------- | -------------------- | ------------------- | ----------- |
| Singolare round robin | Gruppo Tracy Austin | Dar'ja Kasatkina [8] | Coco Gauff [4]      | 7-6(6), 6-3 |
| Singolare round robin | Gruppo Tracy Austin | Iga Świątek [1]      | Caroline Garcia [6] | 6-3, 6-2    |

| Incontri           | Incontri           | Incontri                               | Incontri                              | Incontri             |
| Evento             | Gruppo             | Vincitrici                             | Perdenti                              | Punteggio            |
| ------------------ | ------------------ | -------------------------------------- | ------------------------------------- | -------------------- |
| Doppio round robin | Gruppo Pam Shriver | Gabriela Dabrowski Giuliana Olmos [2]  | Jeļena Ostapenko Ljudmyla Kičenok [5] | 7-6(5), 2-6, [12-10] |
| Doppio round robin | Gruppo Pam Shriver | Veronika Kudermetova Elise Mertens [4] | Anna Danilina Beatriz Haddad Maia [7] | 6-4, 6-3             |

### Giorno 5 (4 novembre)
| Incontri              | Incontri            | Incontri            | Incontri           | Incontri  |
| Evento                | Gruppo              | Vincitrice          | Perdente           | Punteggio |
| --------------------- | ------------------- | ------------------- | ------------------ | --------- |
| Singolare round robin | Gruppo Nancy Richey | Aryna Sabalenka [7] | Jessica Pegula [3] | 6-3, 7-5  |
| Singolare round robin | Gruppo Nancy Richey | Maria Sakkarī [5]   | Ons Jabeur [2]     | 6-2, 6-3  |

| Incontri           | Incontri            | Incontri                                  | Incontri                      | Incontri    |
| Evento             | Gruppo              | Vincitrici                                | Perdenti                      | Punteggio   |
| ------------------ | ------------------- | ----------------------------------------- | ----------------------------- | ----------- |
| Doppio round robin | Gruppo Rosie Casals | Desirae Krawczyk Demi Schuurs [8]         | Xu Yifan Yang Zhaoxuan [6]    | 7-6(2), 6-3 |
| Doppio round robin | Gruppo Rosie Casals | Kateřina Siniaková Barbora Krejčíková [1] | Coco Gauff Jessica Pegula [3] | 6-2, 6-1    |

### Giorno 6 (5 novembre)
| Incontri              | Incontri            | Incontri            | Incontri             | Incontri         |
| Evento                | Gruppo              | Vincitrice          | Perdente             | Punteggio        |
| --------------------- | ------------------- | ------------------- | -------------------- | ---------------- |
| Singolare round robin | Gruppo Tracy Austin | Caroline Garcia [6] | Dar'ja Kasatkina [8] | 4-6, 6-1, 7-6(5) |
| Singolare round robin | Gruppo Tracy Austin | Iga Świątek [1]     | Coco Gauff [4]       | 6-3, 6-0         |

| Incontri           | Incontri           | Incontri                               | Incontri                              | Incontri            |
| Evento             | Gruppo             | Vincitrici                             | Perdenti                              | Punteggio           |
| ------------------ | ------------------ | -------------------------------------- | ------------------------------------- | ------------------- |
| Doppio round robin | Gruppo Pam Shriver | Jeļena Ostapenko Ljudmyla Kičenok [5]  | Anna Danilina Beatriz Haddad Maia [7] | 6(7)-7, 6-4, [10-8] |
| Doppio round robin | Gruppo Pam Shriver | Veronika Kudermetova Elise Mertens [4] | Gabriela Dabrowski Giuliana Olmos [2] | 7-6(5), 6-2         |

### Giorno 7 (6 novembre)
| Incontri             | Incontri   | Incontri            | Incontri          | Incontri      |
| Evento               | Gruppo     | Vincitrice          | Perdente          | Punteggio     |
| -------------------- | ---------- | ------------------- | ----------------- | ------------- |
| Singolare semifinale | Semifinale | Caroline Garcia [6] | Maria Sakkarī [5] | 6-3, 6-2      |
| Singolare semifinale | Semifinale | Aryna Sabalenka [7] | Iga Świątek [1]   | 6-2, 2-6, 6-1 |

| Incontri          | Incontri   | Incontri                                  | Incontri                              | Incontri    |
| Evento            | Gruppo     | Vincitrici                                | Perdenti                              | Punteggio   |
| ----------------- | ---------- | ----------------------------------------- | ------------------------------------- | ----------- |
| Doppio semifinale | Semifinale | Kateřina Siniaková Barbora Krejčíková [1] | Jeļena Ostapenko Ljudmyla Kičenok [5] | 7-5(5), 6-2 |
| Doppio semifinale | Semifinale | Veronika Kudermetova Elise Mertens [4]    | Desirae Krawczyk Demi Schuurs [8]     | 6-1, 6-1    |

### Giorno 8 (8 novembre)
| Incontri         | Incontri | Incontri                               | Incontri                                  | Incontri         | Incontri |
| Evento           | Gruppo   | Vincitrice                             | Perdente                                  | Punteggio        |          |
| ---------------- | -------- | -------------------------------------- | ----------------------------------------- | ---------------- | -------- |
| Doppio finale    | Finale   | Veronika Kudermetova Elise Mertens [4] | Kateřina Siniaková Barbora Krejčíková [1] | 6-2, 4-6, [11-9] |          |
| Singolare finale | Finale   | Caroline Garcia [6]                    | Aryna Sabalenka [7]                       | 7-6(4), 6-4      |          |

## Campionesse

### Singolare
Caroline Garcia ha sconfitto in finale  Aryna Sabalenka con il punteggio di 7-6(4), 6-4.
- È il quarto titolo stagionale per la Garcia, il dodicesimo della carriera.

### Doppio
Veronika Kudermetova /  Elise Mertens hanno sconfitto in finale  Barbora Krejčíková /  Kateřina Siniaková con il punteggio di 6-2, 4-6, [11-9].